# Hermann Maul
Hermann Carl Emil Maul (* 3. April 1859 in Güstrow; † 15. Juni 1926 in Harburg an der Elbe) war Bürgervorsteher und Senator in Harburg an der Elbe, heute Hamburg.
Hermann Maul wurde geboren als ältester Sohn und erstes Kind des Güstrower Sattlermeisters Hermann Ernst Albrecht Maul und dessen Ehefrau Louise Maria Dorothea, geb. Lüth. Bei der Volkszählung 1867 in Mecklenburg-Schwerin lebte Maul mit drei jüngeren Geschwistern als Realschüler im Güstrower Haushalt der Eltern.
Seit seiner Hochzeit 1890 mit einer Harburger Bäckerstochter lebte er als Kaufmann in Harburg, wurde 1898 dort Bürgervorsteher und ab 1920 Senator der Stadt Harburg an der Elbe.
1910 bis 1919 war er Mitglied im Provinziallandtag der Provinz Hannover. Am 1. September 1919 rückte Hugo Klemm für ihn in den Landtag nach.
Hermann Maul wurde auf dem alten Friedhof in Harburg beerdigt.

## Ehrungen
- 1926 Verleihung der Ehrenbürgerrechte durch die Stadt Harburg
- 1927 Umbenennung der Kirchenstraße in Harburg in Hermann-Maul-Straße